# Jan Polanc
Jan Polanc (Kranj, 6 maggio 1992) è un ex ciclista su strada sloveno.
Professionista dal 2013 al 2023, ha vinto due tappe al Giro d'Italia, nel 2015 e nel 2017, e il Trofeo Laigueglia 2022.

## Carriera
Dal 2011 al 2013 gareggia per il team Continental Radenska, vincendo alcune importanti gare di categoria quali il Piccolo Giro di Lombardia e il Giro della Regione Friuli Venezia Giulia. Passato professionista nell'agosto 2013 con il team World Tour Lampre-Merida, si mise in luce già ai campionati del mondo del mese successivo in Toscana, nella prova maschile per professionisti, quando tentò un attacco all'inizio dell'ultimo giro del circuito di Fiesole.
Nel 2014 fu spesso protagonista al Giro d'Italia nelle fughe che caratterizzarono molte tappe, tra le quali quella con l'arrivo ad Oropa, nella quale tagliò il traguardo in quarta posizione, a soli 17 secondi dal vincitore Enrico Battaglin. Terminò la corsa rosa in quarantaduesima posizione. Nel settembre dello stesso anno al Grand Prix Cycliste de Montréal fu protagonista di un lunghissimo attacco sin dal primo chilometro, per poi essere ripreso soltanto all'inizio dell'ultima tornata del circuito.
Il 13 maggio 2015 conquista la sua prima vittoria da professionista nella quinta tappa del Giro d'Italia (La Spezia-Abetone) al termine di una fuga partita al km 16. Nella salita finale stacca i compagni di fuga e conquista la vittoria, andando anche a vestire la maglia azzurra di miglior scalatore. Partecipa poi al Tour de France 2016 concludendo settimo nella classifica della maglia bianca riservata agli Under-25.
Il 9 maggio 2017 si impone nuovamente al Giro d'Italia in un'altra tappa con finale in salita e traguardo posto sull'Etna; conclude la corsa all'undicesimo posto. Nello stesso anno si laurea campione nazionale a cronometro. Al Giro d'Italia 2019 indossa la maglia rosa al termine della dodicesima tappa, dopo una fuga andata in porto, mantenendola per due giorni.
Il 15 maggio 2023 annuncia il ritiro dalle corse a causa di un problema cardiaco.  

## Palmarès
- 2009 (Juniores)

Campionati sloveni, Prova in linea Juniores
- 2010 (Juniores)

Campionati sloveni, Prova a cronometro Juniores
3ª tappa Giro della Lunigiana
- 2012 (Radenska, due vittorie)

Campionati sloveni, Prova a cronometro Under-23
Piccolo Giro di Lombardia
- 2013 (Radenska, due vittorie)

3ª tappa Giro della Regione Friuli Venezia Giulia
Classifica generale Giro della Regione Friuli Venezia Giulia
- 2015 (Lampre-Merida, una vittoria)

5ª tappa Giro d'Italia (La Spezia > Abetone)
- 2017 (UAE Team Emirates, due vittorie)

4ª tappa Giro d'Italia (Cefalù > Etna)
Campionati sloveni, Prova a cronometro
- 2022 (UAE Team Emirates, una vittoria)

Trofeo Laigueglia

### Altri successi
- 2012 (Radenska)

Classifica giovani Tour of Slovenia
- 2013 (Radenska)

Classifica giovani Giro della Regione Friuli Venezia Giulia
Classifica giovani Tour of Slovenia
- 2017 (UAE Emirates)

Classifica scalatori Tour La Provence

## Piazzamenti

### Grandi Giri
- Giro d'Italia

2014: 42º
2015: 53º
2017: 11º
2018: 32º
2019: 14º
- Tour de France

2016: 54º
2020: 40º
- Vuelta a España

2017: 38º
2021: 41º
2022: 11º

### Classiche monumento
- Milano-Sanremo

2022: 57º
- Liegi-Bastogne-Liegi

2015: 74º
2016: 70º
2020: ritirato
2022: 57º
- Giro di Lombardia

2014: 59º
2015: 37º
2016: ritirato
2017: 39º
2019: 79º
2021: ritirato

### Competizioni mondiali
- Campionati del mondo

Mosca 2009 - In linea Juniors: 24º
Mosca 2009 - Cronometro Juniors: 48º
Offida 2010 - In linea Juniors: 5º
Copenaghen 2011 - Cronometro Under-23: 36º
Copenaghen 2011 - In linea Under-23: 26º
Limburgo 2012 - In linea Under-23: 12º
Toscana 2013 - In linea Elite: 40º
Ponferrada 2014 - In linea Elite: ritirato
Richmond 2015 - Cronosquadre: 15º
Bergen 2017 - In linea Elite: 61º
Innsbruck 2018 - In linea Elite: ritirato
Yorkshire 2019 - In linea Elite: ritirato
Imola 2020 - In linea Elite: 27º
Fiandre 2021 - In linea Elite: 18º
Wollongong 2022 - In linea Elite: 30º
- Giochi olimpici

Rio de Janeiro 2016 - In linea: 52º
Tokyo 2020 - In linea: 43º

### Competizioni continentali
- Campionati europei

Hooglede-Gits 2009 - Cronometro Juniores: 46º
Ankara 2010 - Cronometro Juniores: 24º
Offida 2011 - Cronometro Under-23: 30º
Frýdek-Místek 2013 - Cronometro Under-23: 34º
Frýdek-Místek 2013 - In linea Under-23: ritirato
Plumelec 2016 - In linea Elite: 54º